# Careproctus telescopus
Careproctus telescopus är en fiskart som beskrevs av Chernova 2005. Careproctus telescopus ingår i släktet Careproctus och familjen Liparidae. Inga underarter finns listade.